# 동해-1 가스전
울산광역시의 남동쪽에 있는 대륙붕 제6-1광구에 있는 국내 유일 천연가스전 이었다.

## 개요
한국석유공사가 1998년 7월 탐사 시추에 성공한 한국 최초의 가스전으로, 가채매장량은 액화천연가스(LNG) 기준 500만톤이다. 2004년 11월부터 상업생산에 들어갔으며, 채굴량은 하루 약 1,000톤이며, 한국가스공사를 통해 우선 울산광역시와 영남 지역에 공급된다. 하루 1,000톤은 전국 LNG 소비량의 약 2%이다. LNG 외에 휘발유성 원유인 초경질원유(콘덴세이트)도 하루 750배럴씩 생산해 국내에 공급한다.
하지만 매장량이 급격히 줄어들어 2021년 12월 31일부로 가스 생산이 종료돼, 현재는 생산시설의 철거가 진행 중이다. 철거이후에는 이산화탄소 포집·저장시설로 전환할 예정이다.

## 개발 역사
- 1998년 7월 27일: 울산광역시 동남쪽 50km해역 대륙붕 6-1광구에서 탐사시추한 결과, 고래-Ⅴ구조의 심도 2,291∼2,470ｍ사이의 4개 구간에서 양질의 가스층 발견.[3]
- 1999년 6월 6일: 평가시추에서 경제성이 있는 것으로 최종확인.[4]
- 2000년 2월 23일: 동해-1 가스전 개발 선언
- 2001년 3월 13일: 현대중공업, 삼성엔지니어링 컨소시움에서 동해-1 가스전 설비공사 수주.
- 2002년 3월 15일: 가스생산시설 착공식
- 2003년 3월 26일: 매장량 100만톤 규모의 추가 가스층 발견[5]
- 2003년 11월 20일: 가스 생산파이프라인 파손사고 발생.[6]
- 2004년 4월 2일: 시험생산 시작
- 2004년 11월 5일: 상업생산 시작[7]
- 2005년 3월 3일: 동해-1 가스전 인근 80만톤 규모의 새 가스층 발견.[8]
- 2006년 2월 20일: 고래14구조에서 22만톤 규모의 새 가스층 발견.[9]
- 2015년 1월 22일: 동해-2 가스전 발견.
- 2016년 8월 23일: 동해-2 가스전 생산발표[10]
- 2021년 12월 31일: 매장량 고갈로 생산종료

## 지질구조
일반적으로 석유와 천연가스는 배사구조에서 집중적으로 발견되지만, 동해-1 가스전을 구성하는 고래-Ⅴ구조는 해저 유전의 일반적인 형태와는 달리 ‘코’와 ‘골짜기’가 만든 세계적으로 많지 않은 독특한 형태의 유전이다.
고래-Ⅴ구조의 경우, 1200만년전 생긴 지층속에 있고 좌우와 앞 부분은 덮개암이 덮고 있지만 뒷부분은 덮개암이 없다. 지형의 전체 구조가 뒤로 올라가는 형태이기 때문이다. 하지만 바로 뒤에 큰 골짜기가 패여 있었다. 이곳에 퇴적암(퇴적물)이 쌓였고 이 퇴적암이 자연스럽게 덮개암 구실을 한 것이다.

## 논란
2002년 3월 생산시설 착공 당시 가스전의 예상 판매수입은 모두 10억달러 규모로 이 가운데 투자비 3억달러와 조광료 및 법인세 4억달러를 빼면 순수익은 3억달러에 이를 것으로 추산했다. 그러나 2003년 9월 22일 산업자원부 국정감사과정에 동해-1 가스전 경제성 논란이 발생했다.
경제성 논란 끝에 2004년 11월 5일 상업생산 시작했으며, 2021년 12월말 생산 종료될 때까지 17년동안 천연가스 4,100만배럴(원유 환산시), 콘덴세이트 390만배럴가량 생산하여 24억달러 가량의 수입 대체효과를 냈다. 투자액은 1조 2천억원이지만 회수액은 2조 6천억원으로 220%의 회수율을 달성했다.